# 簡偉儒
簡偉儒（1992年1月20日—）是臺灣男子籃球運動員，主打得分后卫位置，現效力於台灣職業籃球大聯盟福爾摩沙夢想家。

## 生平
簡偉儒就讀古亭國小時就加入了籃球隊，後經引薦進入金華國中才開始接受正規籃球訓練，國二時因拍攝「鐵牛運功散」廣告而有了「鐵牛」綽號，高中就讀南山高中，擁有2010年U18亞青賽與2011年U19世青賽國手資歷，2014年9月在超級籃球聯賽新人選秀會第二輪獲得金門酒廠青睞，2017年5月轉戰桃園璞園建築，2020年7月加盟臺北富邦勇士，2021年9月與臺北富邦勇士提前續約三年，2022年8月與臺北富邦勇士提前終止合約。同年9月加盟T1聯盟臺南台鋼獵鷹。2023年7月底參加2024年奧運男籃資格賽亞洲區預選賽代表隊訓練，歷經兩週集訓之後，中華民國籃球協會因為安全考量不參加該賽事，讓代表隊成員歸建母隊。2024年7月17日，簡偉儒加盟台灣職業籃球大聯盟福爾摩沙夢想家。

## 外部連結
- 簡偉儒的Instagram帳戶
- 簡偉儒在fiba.basketball（英语）
- 簡偉儒在archive.fiba.com（存檔）（英语）
- 簡偉儒在fiba3x3.com（英语）
- 簡偉儒在P. LEAGUE+
- 簡偉儒在台灣職業籃球大聯盟
- 簡偉儒在Eurobasket.com（球員）（英语）
- 簡偉儒在Proballers（英语）
- 簡偉儒在RealGM（英语）
- 簡偉儒在Flashscore（英语）